# Maison Den Enghel (Gand)
La Maison Den Enghel (Gildehuis Den Enghel) est une maison de corporation classée à façade néogothique située au centre de la ville de Gand, dans la province de Flandre-Orientale en Belgique.

## Localisation
La Maison Den Enghel est située au n° 8 du quai aux Herbes (Graslei), un quai situé le long de la Lys (affluent de l'Escaut) qui constitue « un des plus beaux ensembles de Belgique, bordé des anciennes maisons des corporations », parmi lesquelles la maison romane de Gand, la maison De Beerie, la Maison des Mesureurs de grains et la Maison des Francs-Bateliers.

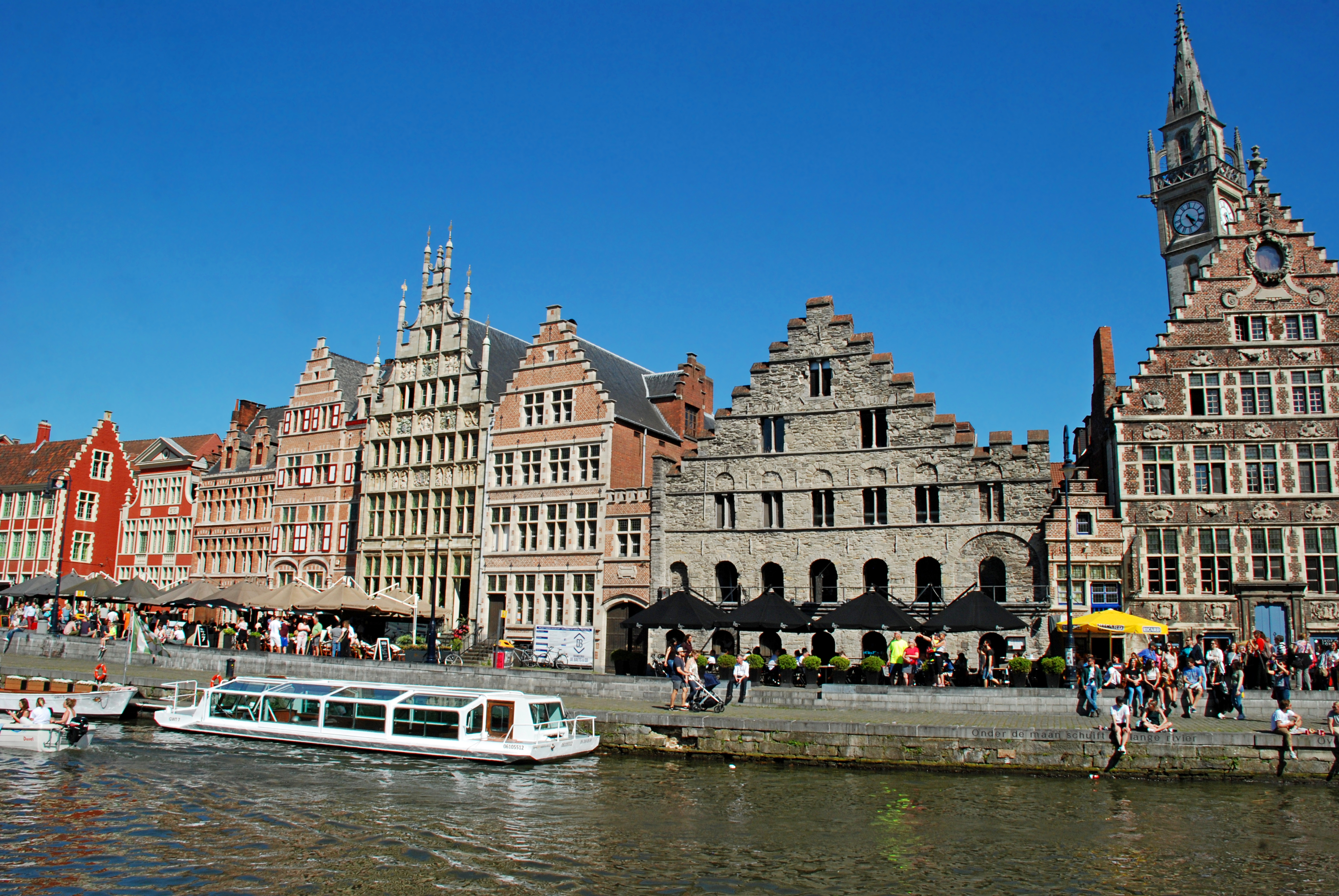
Quai aux Herbes (Graslei).

## Historique

### Le port Tusschen Brugghen
À la fin du XIIe siècle, la ville de Gand, qui était déjà un centre lainier et avait le droit d'entreposer les céréales, reçoit une charte communale du comte Philippe d'Alsace.
Ceci favorise le développement du port de commerce sur la Lys appelé Tusschen Brugghen, à hauteur des quais aux Herbes (Graslei) et aux Grains (Korenlei) actuels. Le port devient encore plus important au XIIIe siècle grâce au percement en 1251-1269 du canal de la Lieve qui relie Gand à la mer du Nord.
La plupart des maisons qui se dressent le long du quai aux Herbes (Graslei) avaient un rapport avec les activités portuaires.

### La Maison Den Enghel
La Maison Den Enghel est citée pour la première fois en 1373. De 1435 à 1540, le bâtiment sert de maison de commerce aux brasseurs.
En 1912, l'architecte Amand Robert Janssens la dote d'une nouvelle façade, inspirée de la façade de l'ancienne Maison des Maçons (Metselaarshuis), située rue de Catalogne. 
Sa façade est classée comme monument historique depuis le premier avril 1952 et la maison est classée dans son entièreté depuis le 17 mars 2009. Elle figure à l'inventaire du patrimoine immobilier de la Région flamande sous la référence 24755.

## Architecture

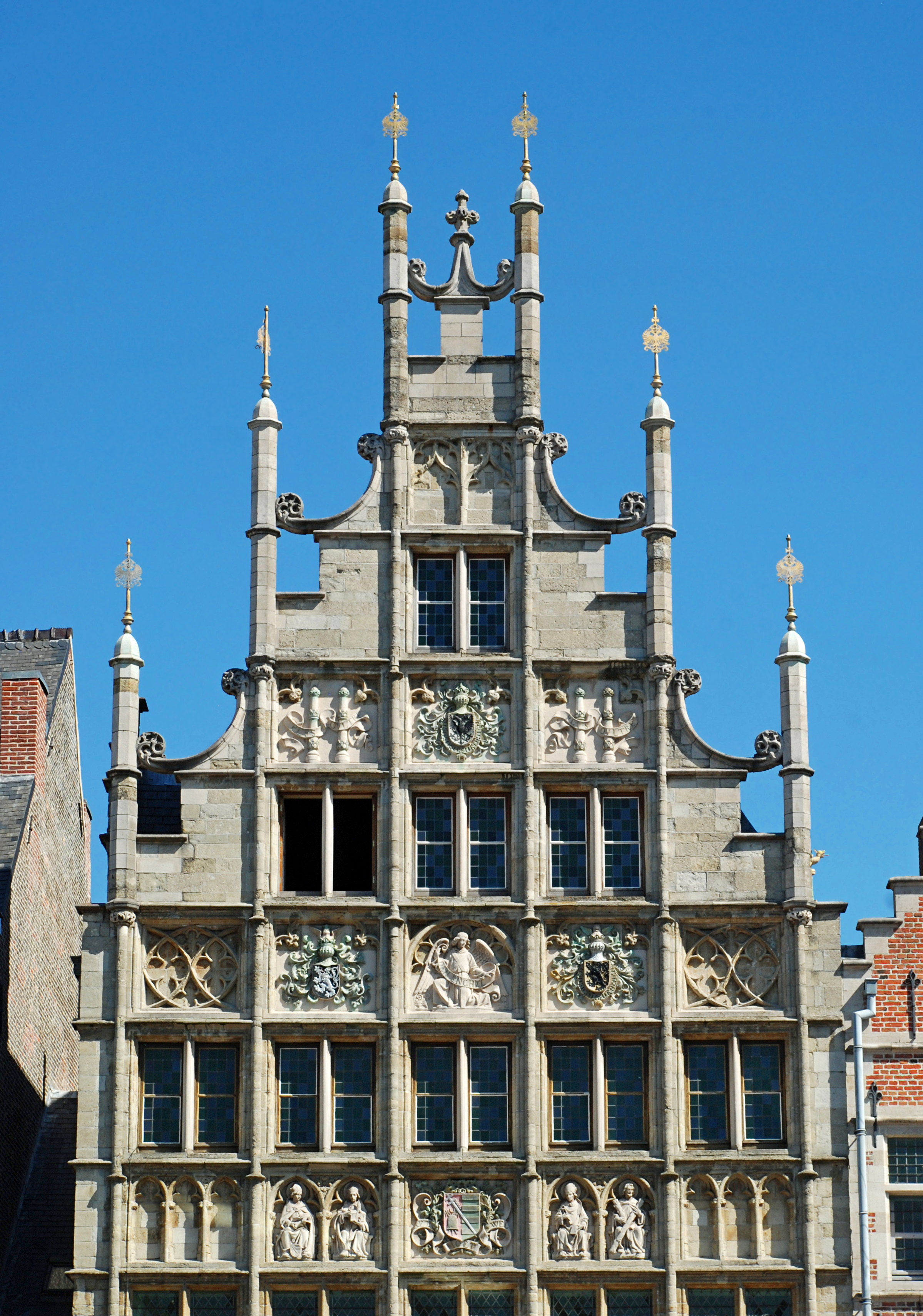
Le pignon.
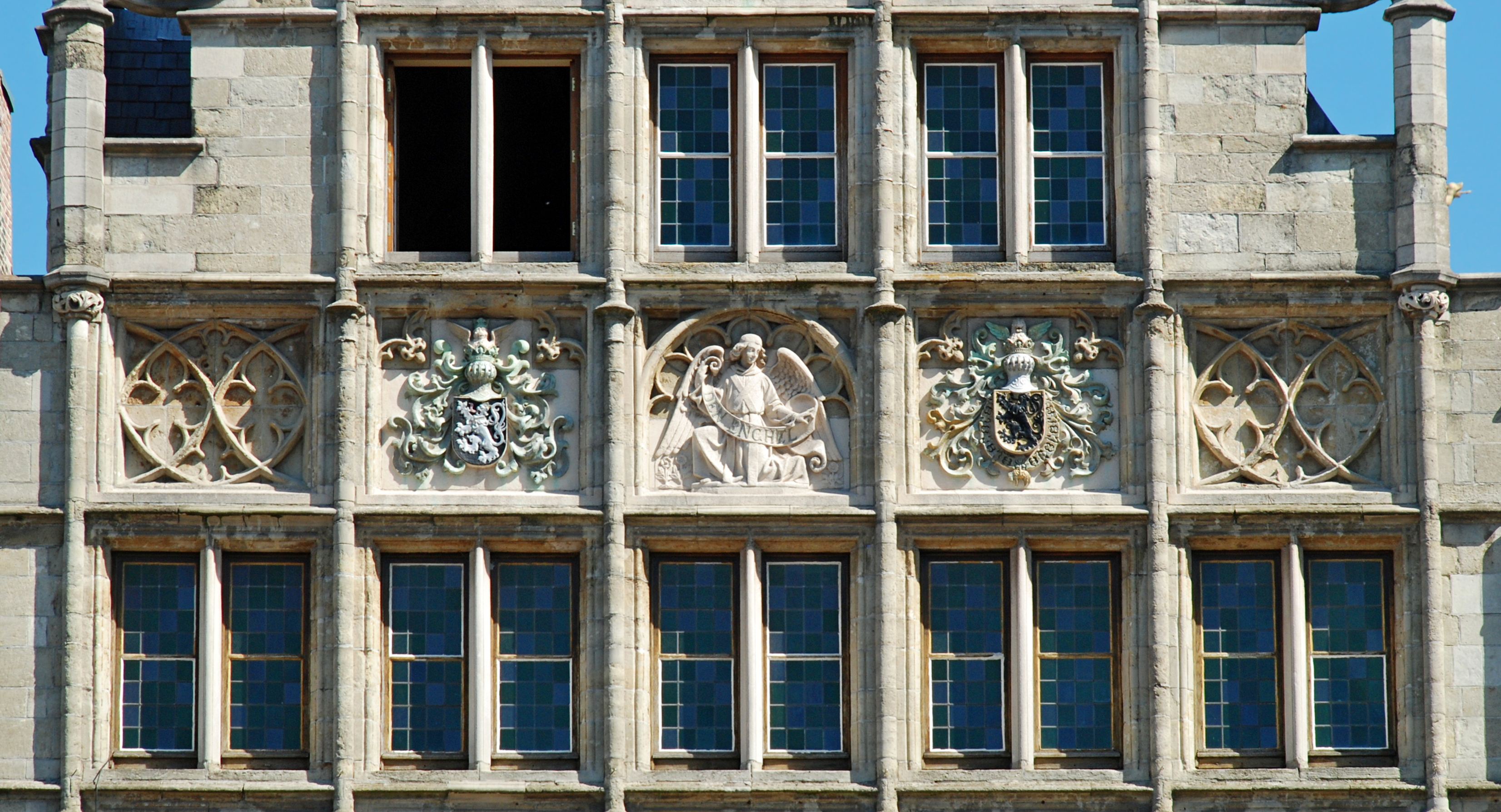
L'Ange.
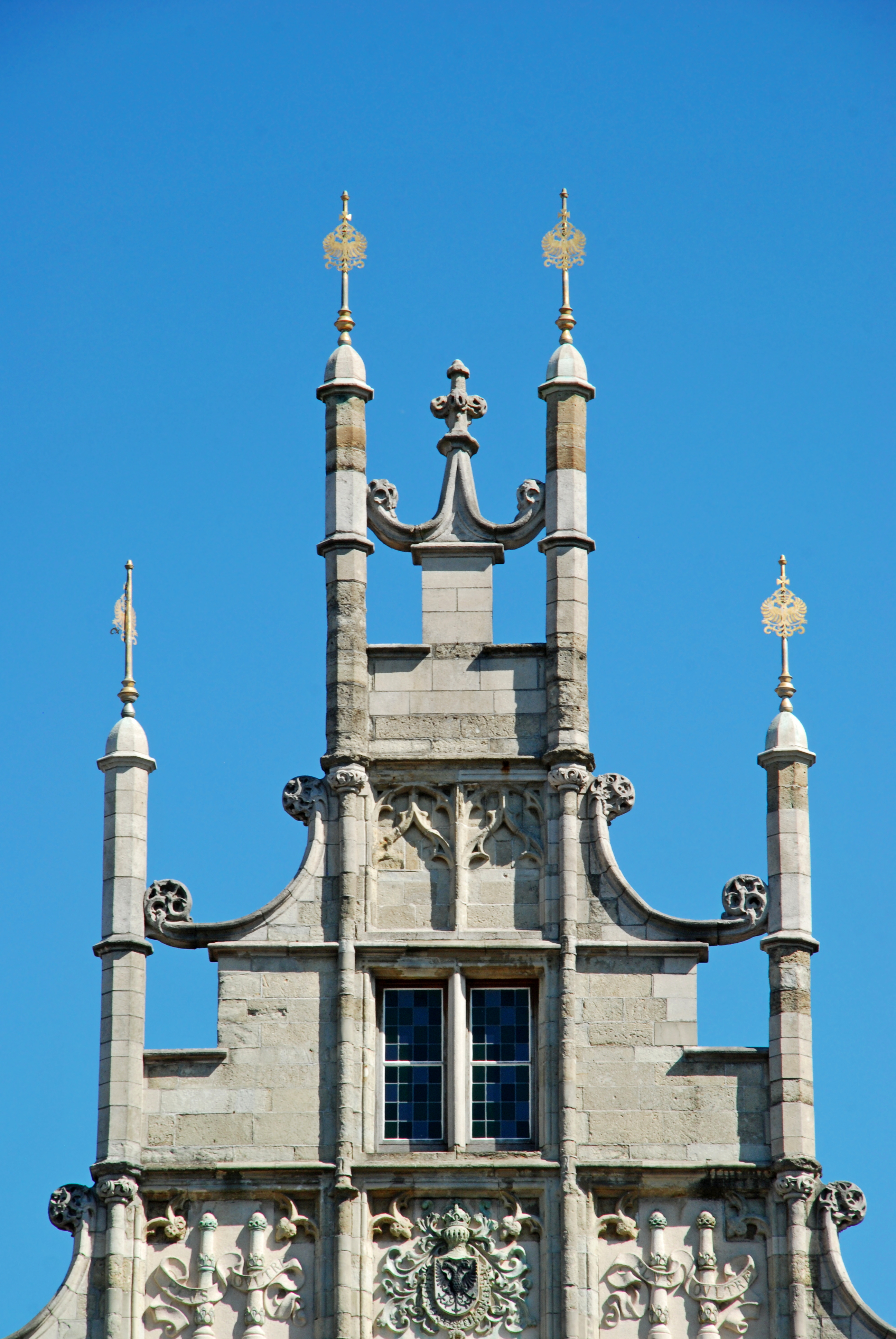
Le sommet du pignon.